# Exallodontus aguanai
Exallodontus aguanai — єдиний вид роду Exallodontus з родини Пласкоголові соми ряду сомоподібні. Наукова назва походить від грецьких слів exallos, тобто «зовсім інший», та odontos — «зуб». Власне ім'я надано на честь венесуельського іхтіолога Леонідаса Агуана.

## Опис
Загальна довжина сягає 20 см. Зовні подібний до сомів роду Pimelodus. Голова помірно коротка. Очі невеличкі. Є 3 пари вусів, з яких пара на верхній щелепі є найдовшою. Зуби довгі й майже прямі. Має 2—3 рядки масивних, міцно прикріплених конічних зубів на міжщелепній кістці й нижній щелепі у формі тупого прямокутного трикутника з майже прямими сторонами. Тулуб подовжений. Скелет складається з 46—50 хребців. Спинний плавець складається з 6 м'яких та 2 жорстких променів. Жировий плавець довгий. Грудні й черевні плавці маленькі. Анальний плавець має 11—14 променів, його передні промені широкі, лопатеподібні. Хвостовий плавець сильно розділений, лопаті довгі, наче леза.
Забарвлення синювато-сірувате. Нижня частина та черево сріблясте й білувате. Голова, плавці мають чорне забарвлення.

## Спосіб життя
Біологія вивчена недостатньо. Це демерсальна риба. Зустрічається в річках з помірною течією. Цей сом вдень ховається серед каміння. Активний у присмерку та вночі. Живиться дрібними безхребетними, водоростями, детритом.

## Розповсюдження
Мешкає в басейні річок Амазонка і Ориноко — в межах Венесуели, Бразилії та Перу.